# منطقه سن مارتین
منطقه سن مارتین (به اسپانیایی: San Martín Region) یک منطقه در پرو است.
مساحت این منطقه  ۵۱۲۵۳٫۳۱ کیلومتر مربع و جمعیت آن ۷۷۸۵۴۵ نفر است.